# Последняя остановка 174-го
«Последняя остановка 174-го» (порт. Ultima Parada 174) — бразильский художественный фильм 2008 года снятый режиссёром Бруну Баррету.

## Сюжет
Сюжет фильма отчасти основан на реальных событиях. Режиссёр фильма Бруну Баррету за основу фильма взял реальную историю о захвате заложников в автобусе 174 маршрута, произошедшем в 2000 году в Рио-де-Жанейро. Первая часть фильма, до захвата автобуса, состоит из некоторых вымышленных фактов жизни Сандро Насименту Барбосу, вторая часть фильма является фактически полностью пересказанным сюжетом захвата заложников и гибели преступника и одной из заложниц.
Фильм снимался в реальных местах, где произошла трагедия, взятая за основу сюжета. Съёмки проходили с июля по сентябрь 2007 года в Рио-де-Жанейро, в том числе и в фавелах.
16 сентября 2008 года министерство культуры Бразилии приняло решение представить фильм «Последняя остановка 174-го» на кинопремии Оскар в категории «лучший фильм на иностранном языке». Однако, картина не попала даже в финал.

## Награды
- Prêmio Contigo Cinema (Бразилия) — «Лучшая актриса второго плана» (Крис Вианна)
- SESC Film Festival (Бразилия) — «Лучший сценарий» (Браулио Мантовани)